# Bataillon 999
Pour plus de détails, voir Fiche technique et Distribution.
Bataillon 999 (titre original : Strafbataillon 999) est un film allemand réalisé par Harald Philipp, sorti en 1960

## Synopsis
Quatre militaires allemands sont condamnés pour leur inconduite par le tribunal militaire et sont incorporés au bataillon 999. Le premier, le colonel von Bartlitz, Grand Croix de fer, a sauvé la vie à cinq cents blessés en les sortant de l’enfer de Weschensjaka, alors que les ordres étaient d’abandonner ces hommes à leur sort. Le second, Erik Wiedeck, est un paysan qui a prolongé sa permission sans autorisation pour aider sa femme enceinte à moissonner les blés. 
Le troisième, Ernst Deutschmann, est bactériologiste. Son erreur a été de tester sur lui-même un nouveau vaccin qui pourrait sauver des milliers d’hommes, mais qui l’a rendu incapable de répondre à l’appel. Enfin, le quatrième, Karl Schwanecke, profitait des alertes aériennes pour cambrioler les appartements.
Le bataillon 999 va permettre à ces quatre là de sauver leur honneur en combattant dans des actions désespérées contre l’Armée rouge, à condition qu’ils en sortent vivants.

## Fiche technique
- Réalisation : Harald Philipp
- Scénario : Heinz Günter Konsalik d'après son roman
- Adaptation : Wolfgang Menge
- Chef opérateur : Heinz Hölscher
- Production : Zeyn-Union
- Distributeur :  France Les Films Marbeuf
- Pays d'origine :  Allemagne de l'Ouest
- Format : Son mono - 35 mm - Noir et blanc - 1,66:1
- Genre : Film dramatique, Film de guerre
- Durée : 95 minutes
- Date de sortie :
  -  Allemagne de l'Ouest 11 février 1960
  -  France mars 1960

## Distribution
- Sonja Ziemann : Julia Deutschmann
- Georg Thomas : Ernst Deutschmann
- Werner Peters : Krüll
- Ernst Schröder : Docteur Kukill
- Heinz Weiss : Lieutenant Obermeier
- Werner Hessenland : Colonel von Bartlitz
- Hanns Ernst Jäger : Schwanecke
- Georg Lehn : Erik Wiedeck

## Critiques
- « Ce film réaliste offre à ses spectateurs une peinture impitoyable sur une guerre faite à la suite d'ordres impitoyables. L'interprétation par des acteurs peu connus qui vivent ces événements dramatiques est excellente. La reconstitution des combats est une réussite[1]. »